# Desde La Banda - Fútbol Navarro
Desde La Banda - Fútbol Navarro (abreviado DLB-FN y conocido popularmente como desdelabanda) es un medio de comunicación digital fundado en julio de 2004 y especializado en el fútbol regional navarro.
Junto con el Periódico La Tercera y las secciones deportivas digitales de Diario de Navarra y Diario de Noticias de Navarra, es uno de los principales medios de información futbolísticos en línea en la Comunidad Foral de Navarra.
Además, desde la temporada 2009/2010, otorga de forma simbólica al finalizar cada temporada el Premio a la Deportividad 'Desde La Banda - Fútbol Navarro' a los equipos más deportivos en diversas categorías del fútbol nacional y regional, como uno de los gestos de colaboración con la Asociación Deporte Sin Insultos.
Desde el año 2006 mantiene un canal en YouTube y en el año 2009 lanzó sus cuentas oficiales en varias redes sociales entre las que se encuentra Tuenti, Twitter y Facebook, con numerosos seguidores en todas ellas.
El logotipo o mascota oficial se denomina Navarfulito y el lema es "Todo el fútbol navarro, desde nacional hasta la base".

## Historia

### Etapa inicial
Desde La Banda - Fútbol Navarro comenzó los primeros pasos durante el verano de 2004. Durante el mes de julio un grupo de personas aficionadas al fútbol navarro decide crear una página web para mostrar los resultados y las clasificaciones de Tercera División y Regional Preferente de la Comunidad Foral de Navarra, fundada bajo el nombre y dominio de "futbolnavarro.tk". En la web original, la primera web sobre fútbol navarro, se mostraban únicamente los resultados y las clasificaciones, aunque con el paso del tiempo, se fueron añadiendo algunos datos de los clubes, fotografías o web de interés.
En el año 2005 procedieron al cambio del servidor por el actual para ofrecer un mejor servicio informativo, cambiando a su vez el formato de la interfaz del sitio, y el año 2006 se creó la primera red social con el canal en YouTube.

### Etapa de expansión
A finales del año 2009 se moderniza el site, cambiando poco después de nombre por el actual y el dominio por el de "desdelabanda.es". A partir de ese momento, se incluyen más categorías del fútbol federado navarro, así como otras modalidades de fútbol como el fútbol sala o torneos de fútbol y fútbol sala no federados, mayor cantidad de datos de los clubes, recursos de interés o noticias de forma diaria, así como la creación de perfiles en redes sociales Tuenti, Twitter o Facebook entre otras y la creación de los Premios a la Deportividad 'DLB-FN'. Además, ese mismo año, la dirección propuso ponerle nombre a su logotipo mediante un concurso público. El nombre escogido, seleccionado de entre las numerosas propuestas que recibieron, fue Navarfulito.

### Etapa de consolidación
A finales del año 2011, el mismo sitio web fue renovado completamente y cambió de dominio incluyendo la denominación de origen fútbol navarro en la dirección web, pasando a denominarse "desdelabandafutbolnavarro.es". A finales de la temporada 2013/14 se modificó el logotipo corporativo.
Finalmente a comienzos del año 2014, debido a la celebración del 10º Aniversario de existencia del medio, y por haber sido los pioneros en la temática, han añadido a su lema el eslogan de "La web decana del fútbol navarro". Ese mismo año lanzó una campaña de rechazo a la violencia en los estadios bajo el lema «Afición + Respecto = Vive el fútbol navarro», trasladando la iniciativa creada por la LFP al ámbito foral como forma de adherirse a la misma.
A día de hoy, es uno de los medios de comunicación especializados en el fútbol navarro de referencia, junto con el Periódico La Tercera y Fútbol 948 Archivado el 18 de julio de 2018 en Wayback Machine..

## Redes sociales y profesionales
En el año 2006 creó el primer perfil en una red social mediante la inauguración de un canal en YouTube. En el año 2009 lanzó sus cuentas oficiales en varias redes sociales como Tuenti; de ámbito nivel nacional, o Twitter y Facebook a nivel internacional, contando con numerosos seguidores en todas ellas.
Un año más tarde, en 2010, creó también un perfil social en Navared, una red internacional creada por el Gobierno de Navarra para los navarros en el extranjero, y posteriormente también ha creado varios perfiles en redes sociales profesionales como Google+, LinkedIn, Xing y Viadeo.

## Convenios y colaboraciones
Desde La Banda - Fútbol Navarro tiene diversos acuerdos de colaboración con diferentes entidades sin ánimo de lucro, empresas privadas, otros medios de comunicación y organismos oficiales.

### Campañas y otras iniciativas

#### Antiviolencia y civismo
- Colabora activamente, principalmente a través de las redes sociales, en la difusión de las campañas contra el racismo, la xenofobia, la intolerancia y la violencia en general en el deporte del Consejo Superior de Deportes (CSD), la Liga de Fútbol Profesional (LFP) y Aficiones Unidas (AFEPE)],[22] así como mediante campañas propias con la complicidad de la Policía Foral de Navarra.[23][24]

- Desde el año 2009, participa y colabora también a través de la Asociación Deporte Sin Insultos en la erradicación de la violencia en el deporte, no sólo física sino también verbal, mediante la difusión de los comunicados de dicha organización sin ánimo de lucro y mediante mensajes de índole propia, así con noticias periodísticas de actualidad en Navarra.[25][26][27]

- Colabora también, mediante la promoción de sus eventos, con la asociación juvenil "Levántate contra el bullying", que lucha contra el acoso escolar.[28][29][30]

#### Valores en el deporte
- Publica y publicita constantemente todas aquellas actividades, actos o esfuerzos de índole diversa que se aplican a conseguir trasladar los buenos valores del deporte al fútbol, cuyo origen es el Instituto Navarro de Deporte y Juventud del Gobierno de Navarra; desde la campaña "Tranqui, vive deportivamente" surgida a finales del siglo XX, pasando por la campaña "En la vida, como en el deporte" o los decálogos de las buenas prácticas deportivas entre otros materiales didácticos y noticias de actualidad.[31][32][33][34][35][36][37][38]

- Desde septiembre de 2017 colabora también con "Fútbol ético", un portal a través de Facebook creado por Ángel Andrés Jiménez Bonillo, presidente de la Asociación Deporte Sin Insultos, en donde se publican artículos de opinión que invitan a la reflexión sobre determinadas actitudes de moralidad cuestionable llevadas a cabo en los partidos y en el mundo del fútbol en general.[39][40]

- Desde marzo de 2019 apoya la campaña “Dale Valor al Fútbol” / “Dale Valor al Fútbol Sala” promovida por la Federación Navarra de Fútbol para el fomento de la formación y la concienciación en valores en el deporte.[41][42][43][44][42]

#### Seguridad vial
- Actualmente y desde 2009 forma parte de la "Plataforma Ciudadana Ponle Freno" de Atresmedia en favor de la seguridad vial, siendo la principal reivindicación la suspensión de los partidos del fútbol navarro por parte de la Federación Navarra de Fútbol con la suficiente antelación cuando ocurren condiciones climatológicas adversas.[45][46]

### Empresas privadas
- Existe una colaboración con Servicios de Ingeniería Agroforestal y Medioambiental de Navarra, una empresa española de origen navarro especializada en el ámbito de la ingeniería, el asesoramiento técnico y la formación en el sector agrario.[47][48][49][50][51][52][53][54][55][56][57]
Dicha contribución consiste en la publicación de artículos relacionados con la construcción y el mantenimiento de los campos de fútbol, así como también en publirreportajes relacionados con la actividad profesional de dicha organización.[58][59][60][61][62][63][64][65][60][66][67][68][69][70]

- También se apoya en Fisio Médica Deportiva, una empresa especializada en fisioterapia, rehabilitación y medicina deportiva en general, que facilita información y conocimiento sobre esas materias.[45][71]

### Medios de comunicación
- Durante el periodo de tiempo comprendido entre 2011 y 2013 colaboró con el medio de comunicación digital OcioNorte (OcioNavarra en la Comunidad Foral), dedicado a la promoción de eventos deportivos y de ocio de la zona norte de España, mediante la divulgación de noticias sobre fútbol y fútbol navarro en su portal web y a través del programa de radio que retransmitía los partidos del Club Atlético Osasuna.[72][73]

- También ha realizado colaboraciones con otros medios de comunicación, tanto regionales como nacionales, principalmente de radio e Internet.[45][74][75]

### Otros organismos
También ha realizado colaboraciones con diversos clubes, ayuntamientos y otros organismos en la difusión de campeonatos y eventos futbolísticos.

## Galardones

### Mejor equipo navarro
Al finalizar cada temporada desde la temporada 2011/2012, otorga honoríficamente a un club navarro el trofeo de 'ganador del fútbol navarro' mediante la realización una tabla clasificatoria en forma de ranking en función de un coeficiente obtenido por la división entre los puntos conseguidos durante los campeonatos de liga y el número de partidos disputados.

### Premios a la deportividad DLB-FN
Todas las temporadas desde la finalización de la temporada 2009/2010, este medio de comunicación otorga los denominados Premio a la Deportividad 'Desde La Banda - Fútbol Navarro' al equipo o equipos más deportivos en diversas categorías del fútbol nacional y regional. Estos premios a la deportividad son los más importantes en Navarra, motivo por el cual son diversos los medios de comunicación navarros que se hacen eco de estos premios cada año, a pesar de no tener premio físico o en metálico, al ser meramente simbólicos a día de hoy.